# Morphotrophic
Morphotrophic (deutsch Morphotrophisch) ist ein Science-Fiction-Roman des australischen Schriftstellers Greg Egan, veröffentlicht im Jahr 2024. Der Roman beschreibt eine Welt mit einer alternativen Biologie sowie wie Menschen mit dieser leben und welche Krisen dabei auftreten können.

## Handlung
Nachdem die Evolution einen anderen Verlauf genommen hat, sind Zyten, die Analoga der Zellen, nicht mehr an einzelne Organismen gebunden und können sogar alleine überleben. Formen von Organen werden nicht von DNA, sondern sogenannten Morphotypen festgelegt, welche komplizierter und daher noch nicht ganz verstanden sind. Unter den Menschen gibt es Blüherinnen, die über eine ungewöhnlich gesunde und stabile Sammlung an Zyten verfügen, sowie Tauscherinnen, die sich treffen, um Zyten zu tauschen. Da letzteres illegal ist, treffen sich Tauscherinnen im Geheimen und nutzen Pseudonyme.
Marla, eine Teenagerin, erwacht eines Tages und stellt fest, dass ein Arm und ein Bein von ihr zerfallen sind. Ihr geliebtes Hausschwein Geraldine wird daraufhin aufgelöst, sodass sie ein Bad in dessen Zyten nehmen kann. Schweine wie Geraldine werden häufig als Haustiere für diesen Zweck gehalten. Nach ihrer Erholung geht Marla zu Ada Moss, einer zweihundert Jahre alten Blüherin, und fragt um Rat. Ada zeigt ihr ein Video der Geburt einer Echse durch ein Schwein. Dies wird als Anzeichen gesehen, dass es einen Fortschritt in der Technologie zur Manipulation von Zyten gegeben habe. Obwohl die Aufnahmen von einem Großteil der Öffentlichkeit als Fälschung bezeichnet werden, tauchen weitere ähnliche Videos auf, etwa auch mit der Geburt einer Ratte durch ein Schwein. Ada, deren langes Leben als Blüherin ihr Reichtum und Interesse an Zyten beschert hat, was in einigen ein Jahrhundert zuvor angesiedelten Kapiteln ausgeführt wird, lädt Marla in ihr Institut für Morphotypen ein. Währenddessen trifft Ruth Garland, eine dedizierte Tauscherin, die Deborah als Pseudonym benutzt, auf einer geheimen Zusammenkunft auf Zaleh und tauscht Zyten mit ihr. Während des Tausches verliert Deborah das Bewusstsein und verschmilzt mit Zaleh, weshalb sie sich nicht mehr befreien, aber mithilfe des Mundes von Zaleh sprechen kann. Beide suchen ärztliche Hilfe, und die einzige Möglichkeit scheint, dass Deborah durch Zaleh geboren wird, obwohl dabei nicht ihre Gestalt als Mensch garantiert werden kann. Bei einem ähnlichen Vorfall wurde ein verschmolzenes Wesen als Tier geboren und auf eigenen Wunsch eingeschläfert. Zaleh und Deborah in ihr suchen schließlich Hilfe im Institut für Morphotypen bei Ada und Marla. Die Geburt von Deborah als menschlichem Baby gelingt, jedoch erleidet sie einen erheblichen Gedächtnisverlust. Durch die neue Technologie können die Geburten von Morphotypen nun erfolgreich kontrolliert werden. Deborah, nun wieder als Ruth, spricht über Telefon mit Zaleh, die ihren wahren Namen Solmaz verrät. Ruth und Solmaz wollen sich daraufhin treffen.
Unabhängig entdeckt Delia, wie sie ihren Morphotyp natürlich ändern kann und geht als Katze, Vogel, Echse und schließlich als Fuchs auf Reisen. Sie gebärt schließlich ein Kind und beschließt, ihre menschliche Form zurückzulassen und stattdessen zu dem zu werden, was für ihre Zukunft nötig ist.

## Hintergrund
Greg Egan erklärt im Nachwort, dass die Prämisse des Romans ihm schon vor Jahren in den Sinn kam („the premise of the novel [....] first came to me several years ago“), doch er die Ausarbeitung aufschob, da sie zu absurd und kontrafaktisch wirkte („kept putting off writing it, because it seemed so outlandish and counterfactual“) und er sich nicht sicher war, sie plausibel umgesetzt werden könne („wasn't sure how [he] could make it seem plausible“). Ein Artikel von Michael Levine über die Konstruktion von Xenobots aus Ansammlungen von Zellen („their construction of 'xenobots': small assemblies of cells“), was nahe an dem von ihm gesuchten Rahmen war („close [....] to the framework I was looking for“), gaben ihm schließlich die Grundlage dafür. Greg Egan schließt ab, dass die Realität immer subtiler und überraschender als die Fiktion sei („reality will always be more subtle and surprising than fiction“).

## Kritik
Russell Letson schreibt im Locus Magazine, dass die Handlungsverläufe sowie Genres und Kategorien des Romans interessant kompliziert sind („the novel’s story lines and genre categories are interestingly complicated“). Er lobt, dass der Roman mit sehr viel mehr fantastischen Motiven gefüllt ist, wie Gestaltwandern, Wertieren, Körperhorror oder sprechenden Tieren („much more fantastic motifs: shapeshifters, werebeasts, vampires, body-horror infestations, talking animals“), welche verbunden sind mit dem, was als das Hauptinteresse von Greg Egan scheint, nämlich der Natur der Identität und der Wichtigkeit von Zusammenarbeit in sozialen Fragen („Egan’s most persistent and primal interests: the nature of identity and the importance of cooperation in all things social“). Insbesondere sieht er die biologische Prämisse als Metapher für größere eusoziale und kooperative Strukturen („metaphor for larger eusocial/cooperative structures“).
Russell Leton vergleicht weiter in einer Kritik von Alien Clay von Adrian Tchaikovsky, ebenfalls im Jahr 2024 erschienen und ebenfalls eine alternative Biologie thematisierend, die beiden Romane als unheimliche Echos („uncanny echoes“).